# Sandro José Ferreira da Silva
Sandro José Ferreira da Silva (* 19. März 1986 in Iaçu) ist ein brasilianischer Fußballspieler auf der Position eines Mittelfeldspielers.

## Karriere
Nach dem Titelgewinn mit Brasilien bei der U-17-Fußball-Weltmeisterschaft 2003 in Finnland, konnte er sich weder bei seinem Heimatverein CR Vasco da Gama, noch bei EC Vitória richtig durchsetzen. 2008 ging er ins Ausland zum SK Austria Kärnten. Sein Debüt für die Kärntner gab er am 19. Juli 2008 gegen Rapid Wien. Nach 60 Minuten musste er wegen einer Schulterverletzung ausgewechselt werden. Er spielte teilweise Weltklassefußball, aber seit der Insolvenz des SK Austria Kärnten Ende der Saison 2009/10 war er auf Vereinssuche. 
Zur Saison 2011/12 wechselt er nach Tschechien zu Dynamo České Budějovice. Am 7. Juli 2013 verkündete die SV Ried die Verpflichtung des Brasilianers, der damit in der Saison 2013/14 sein Comeback in der österreichischen Bundesliga feiern durfte. Trotz drei Toren in 28 Spielen für die Oberösterreicher wurde der Vertrag im Sommer 2014 nicht verlängert. Nach einem halben Jahr ohne Verein wurde Sandro im Januar 2015 vom SKN St. Pölten unter Vertrag genommen. Der Mittelfeldspieler erhielt die Nummer 11 und unterschrieb einen Vertrag bis zum Sommer 2015. Für den SKN kam er aber nur zu einem Einsatz in der zweiten Liga. Nach seinem Vertragsende verließ er die Niederösterreich wieder.
Im Januar 2016 schloss er sich dem Regionalligisten Annabichler SV an. In Klagenfurt kam er zu zwölf Einsätzen aus der Regionalliga, aus der er mit dem ASV aber am Ende der Saison 2015/16 abstieg. Daraufhin wechselte er zur Saison 2016/17 innerhalb Klagenfurts zum Zweitligaabsteiger SK Austria Klagenfurt. Für die Austria absolvierte er in zwei Spielzeiten 31 Regionalligaspiele. Zur Saison 2018/19 kehrte er zum inzwischen gar nur noch fünftklassigen Annabichler SV zurück. In zwei Jahren in Annabichl kam er zu 35 Einsätzen in der Unterliga, in denen er 20 Tore machte.
Zur Saison 2020/21 schloss Sandro sich dem viertklassigen Klagenfurter AC an und wechselte vier Jahre später zum SV Kraig in die fünftklassige Unterliga Ost. Bereits in der nachfolgenden Winterpause 2024/25 zog es ihn zum SV Oberglan in die sechstklassige 1. Klasse C.
Von Herbst 2018 bis Sommer 2020 trat Sandro, der seit Oktober 2019 im Besitz der ÖFB-D-Trainerlizenz ist, als Jugendtrainer beim Annabichler SV in Erscheinung. Seit Oktober 2024 ist er in selber Funktion beim KAC beschäftigt.

## Erfolge
- U-17-Fußball-Weltmeisterschaft 2003: Weltmeister